# ساندرو موناري
ساندرو موناري (بالإيطالية: Sandro Munari)‏ مواليد 27 مارس 1940، هو سائق راليات إيطالي سابق بدأ مسيرته في سنة 1973. كان أول رالي له هو رالي مونت كارلو 1973. شارك وفاز ببطولة العالم للراليات. فاز بـ 7 سباقات رالي. صعد على المنصة 14 مرة خلال مسيرته.

## سجل الفوز
| # | الحدث           | الموسم |
| - | --------------- | ------ |
| 1 | رالي سانريمو    | 1974   |
| 2 | رالي ريدو ليكس  | 1974   |
| 3 | رالي مونت كارلو | 1975   |
| 4 | رالي مونت كارلو | 1976   |
| 5 | رالي البرتغال   | 1976   |
| 6 | رالي كورسيكا    | 1976   |
| 7 | رالي مونت كارلو | 1977   |

## فرق مثلها
- لانشيا

## روابط خارجية
- ساندرو موناري على موقع Rallye-info.com (الإنجليزية)
- ساندرو موناري على موقع eWRC-results.com (الإنجليزية)
- ساندرو موناري على موقع CONI honoured athlete website (الإيطالية)